# Luna Parc
Luna Parc es un centro comercial y hospital, ubicado en la ciudad de Cuautitlán Izcalli, Estado de México. Fue el primero y es uno de los pocos centros comerciales en México que se encuentran unidos a un hospital, una idea planteada desde 2010, y retomada en 2021 para implementarse en otros centros departamentales del país.

## Historia

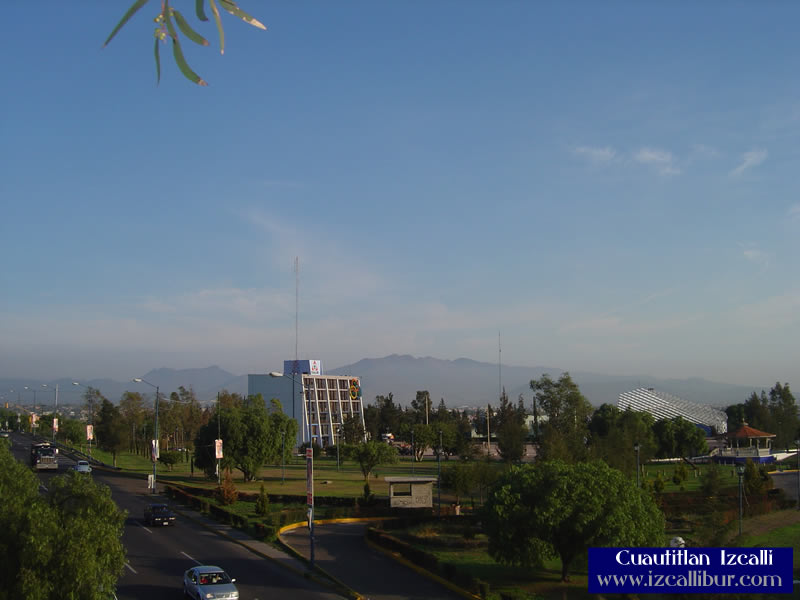
Sitio en el que fue realizada la obra, dos años antes de su construcción, enero de 2007.

La superficie en área del lugar en que se construyó es de 65,500 m², y en estructura, el centro comercial tiene la forma de un ángulo de 45° y en el techo se halla un pequeño domo circular, mientras que el hospital tiene la figura de un rectángulo vertical.
Su obra inicial significó un problema, ya que se provocó una perturbación en la red de drenaje de Izcalli cuando se taponeo el colector principal del mismo. Esto último causó varias inundaciones notables en el municipio, pues las construcciones de la edificación trastocaron los colectores principales de la ciudad. Estas crecidas fueron históricas para Izcalli por la altura a la que llegaron, que fueron de hasta metro y medio en comunidades como Atlanta, Ensueños, Infonavit Norte, y otras partes de la zona centro del municipio.
Tras este percance, y una vez finalizada su construcción, la plaza comercial se inauguró el 23 de noviembre de 2009. Esta ayudó a la mejora económica del municipio, ya que contribuyó a generar nuevos empleos e ingresos para la entidad, estimandose un total de 2500 empleos directos. La clínica comenzó a funcionar en 2011, y doce años después se le empezó a dar un mantenimiento exhaustivo luego de algunas quejas sobre varios temas que externó el personal del sanatorio. Sin embargo, en enero de 2024, nuevamente se reportó que el hospital se encontraba en necesidad de un mantenimiento, debido a irregularidades en sus servicios y funcionamiento.

### Hospital
El nosocomio, que pertenece a la línea de hospitales mexicanos Star Médica, es de titularidad privada y cuenta con especialistas en medicina interna, odontología, psiquiatría, ortopedia, traumatología, oftalmología, entre otras áreas dedicadas al cuidado de la salud. Este se alberga en un rascacielos de catorce pisos, una de las edificaciones más altas del ayuntamiento, cuya elevación le permitió ganar una percepción lejana a la vista por algunas localidades vecinas como Tepotzotlán, Tultitlán, y una pequeña parte de Cuautitlán.

### Centro comercial
Su concurrencia incluye a habitantes locales y nacionales, y cuenta con tiendas de ropa, joyería, videojuegos, aparatos electrónicos, comida, cine, peluquería, entre otros negocios. Un estudio realizado por la agencia de publicidad mexicana Cattri, arrojó como datos que la cantidad de visitantes mensuales que se perciben es de 600,000, y diarios de 20,000.